# 2034

## Evenimente
- 26 ianuarie, Tranzitul lui Mercur de pe Marte[1]
- 20 martie, Eclipsă totală de Soare[2] vizibilă în: Nigeria, Camerun, Ciad, Sudan, Egipt, Arabia Saudită, Iran, Afghanistan, Pakistan, India, China;  parțială vizibilă în: Africa, Europa, Vestul Asiei.